# Van Mijenfjorden

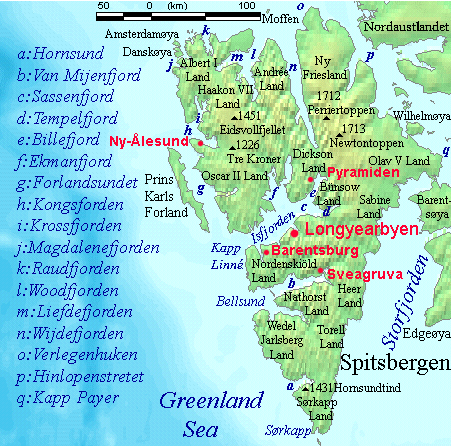
Ll Van Mijenfjorden sulla carta.

Il Van Mijenfjorden è il terzo fiordo per lunghezza dell'arcipelago delle isole Svalbard, in Norvegia. Si trova nella parte sud dell'isola di Spitsbergen, la più estesa dell'arcipelago. Il fiordo è lungo 83 chilometri. Nella sponda settentrionale del fiordo sorge la cittadina di Svea (o anche Sveagruva), che, con circa 220 abitanti, è il terzo insediamento dell'arcipelago delle isole Svalbard per popolazione dopo Longyearbyen (con circa 1 600 abitanti, è la capitale) e Barentsburg (sull'Isfjorden, appartiene alla Russia e ha circa 850 abitanti).